# ヴェッテルン湖

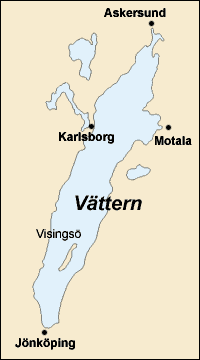
湖周辺の詳細図

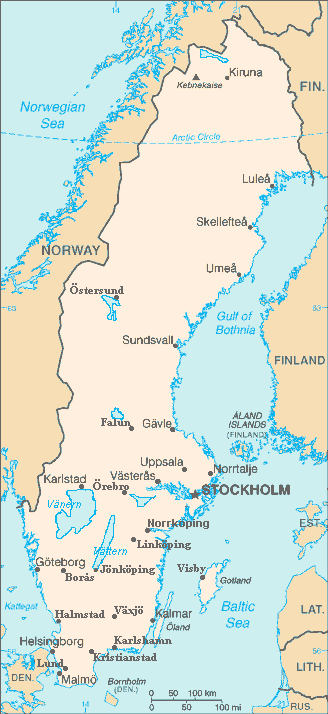
細長い切り口の形をしたヴェッテルン湖は、スウェーデンの地図の南部に容易に見つけられる。

ヴェッテルン湖（ヴェッテルンこ、スウェーデン語: Vättern [ˈvɛ̌tːɛɳ]）は、（表面積では）ヴェーネルン湖に次いで、スウェーデンで2番目に大きな湖である。この湖は、スウェーデン中南部、ヴェーネルン湖の東にある細長く、指の形をした淡水湖で、スカンディナヴィアの先端を指し示す形となっている。

## 名前
ヴェッテルン湖の語源は、一説ではスウェーデン語の「水」にあたる"vatten"に基づくものとされている。しかしながら、この起源は不明確で論争の中にある。森または湖の精を意味する古代の言葉"vätter"が湖の名前の起源だとも提唱されている。

## 地理学的特長
ヴェッテルン湖の全表面積は1,912 km²で、流域面積は2倍強の4,503 km²である。ビシングショ島の南に位置する既知の最も深い地点は、水深128メートルであり、また、湖の平均水深は、40メートルである。この湖は642 kmの湖周があり、水量は74 km³である。湖の水位は調整されているので、これらの数値はあまり変化しない。
ヴェッテルン湖はイェータランドにあり、モータラ市から始まるモータラ川によって流れ出て、管理された運河を通って最終的にはバルト海に注いでいる。この湖には、グレンナ沖の美しいビシングショ島がある。湖岸の町としては他に、ヴァドステナ、ヨンショーピング、ユー、アスケシュンド、オンメベリ、そしてカルスボリがある。この湖は、ヴェステルイェートランド地方、ネルケ地方、エステルイェートランド地方、スモーランド地方に取り囲まれている。
北には、美しいが山がちではない内陸のフィヨルドのアルセン（Alsen）がある。流域の約62%は、今でもトウヒ、マツそして落葉樹の森林に覆われている。約26.7%は、農業に利用されている。

## 地質学的特長
ヴェッテルン湖の地質学的特長は、この湖が時にその一部であったバルト海のそれと密接に結びついている。この湖は、ヴェーネルン湖とともに、地質学的にみればごく最近、数度にわたってスウェーデン中央部を通りスカゲラク海峡へと続く水路の一部となった。
ヴェッテルン湖は、スカンディナヴィアの氷河が後退したことによって取り残された、独立した水域として始まり、まもなく、それはバルト氷湖の一部となった。その後、ヨルディア海の入り江となり、それからアンキュルス湖とつながった。約8,000年前、スカンディナヴィアのアイソスタシーによる一様でない隆起は、ヴェッテルン湖をアンキュラス湖より高く持ち上げ、2つの湖は別個のものとなった。

## 生物学的特長
ヴェッテルン湖には植物プランクトン、そしてカイアシ類やミジンコ類のような動物プランクトンがいる。底生生物には、甲殻類、ミミズ、ハエ、二枚貝がいる。この他にイワナ類のSalvelinus umbla、シロマス、タイセイヨウサケ、グレーリングなどの数種の魚がいる。この湖は、ヴェッテルンイワナ、いわゆるホッキョクイワナで有名である。周辺にはスウェーデン南部の落葉広葉樹林と北部の針葉樹林が分布しており、ヤマキセルガイモドキ、ヨーロッパヤマネなどが生息している。
2012年に東岸の一部はユネスコの生物圏保護区に指定された。

## 利用

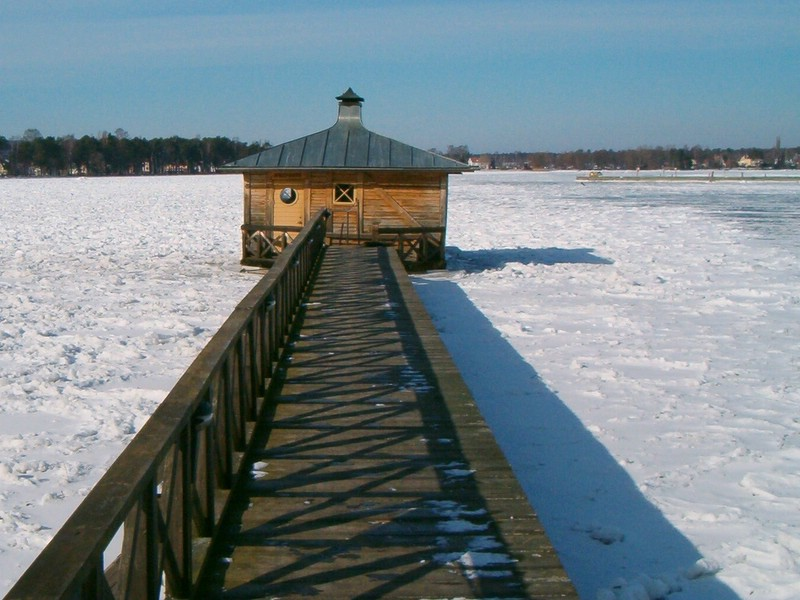
Karlsborgから撮影した、湖上のサウナ

### 湖
ヴェッテルン湖は、透明かつ良質な水で有名である。その地域の自治体は、ヴェッテルン湖から直接に飲み水を取り入れている。この湖の水は、上水道に送水する前にほとんど処理を必要とせず、また、湖のたいていの場所では、天然で未処理の水を安心して飲むことができる。ヴェッテルン湖は、そのまま飲める世界最大の水塊と考えられている。周囲の自治体は、下水を100%処理している。
ヴェッテルン湖は、約15,000人の参加者を集めて、湖岸に沿った300kmを走破する、毎年開催のレクリエーション自転車レース「ヴェッテルンルンダン」で知られている。
ヴェッテルン湖は、近隣地域の人々を満足させる釣りでも有名である。スポーツ・フィッシングをする旅行者や行楽客は、網を使わない限り釣りは自由である。この湖は、商業的な漁業にも利用されている。

### 流域
流域では、鉱業、製造業、林業、製紙業といった多くの産業が雇用を提供している。農家は果樹を栽培し、牛、羊、豚、家禽類を飼育している。